# António Ginestal Machado
António Ginestal Machado (Almeida, 3 maggio 1873 – Santarém, 28 giugno 1940) è stato un politico portoghese.

## Biografia
Machado si laureò all'Università di Coimbra e divenne professore di liceo. Membro del partito dell'Unione Repubblicana, fu tra i promotori della fusione con il partito evoluzionista così da creare il partito repubblicano liberale. Nel 1923, divenne presidente del Consiglio dei Ministri. Nel governo da lui presieduto fu anche ministro dell'Interno. Si dimise da capo del governo in opposizione al presidente della Repubblica Manuel Teixeira Gomes.